# Гамлет (Індіана)
Гамлет (англ. Hamlet) — місто (англ. town) в США, в окрузі Старк штату Індіана. Населення — 773 особи (2020).

## Географія
Гамлет розташований за координатами 41°22′46″ пн. ш. 86°35′0″ зх. д. / 41.37944° пн. ш. 86.58333° зх. д. (41.379372, -86.583216).  За даними Бюро перепису населення США в 2010 році місто мало площу 2,53 км², з яких 2,50 км² — суходіл та 0,03 км² — водойми.

## Демографія
Згідно з переписом 2010 року, у місті мешкало 800 осіб у 299 домогосподарствах у складі 225 родин. Густота населення становила 317 осіб/км².  Було 332 помешкання (131/км²).
Расовий склад населення:
| - 96,6 % — білих - 1,0 % — корінних американців - 0,1 % — азіатів |

До двох чи більше рас належало 1,6 %. Частка іспаномовних становила 2,6 % від усіх жителів.
За віковим діапазоном населення розподілялося таким чином: 27,6 % — особи молодші 18 років, 59,8 % — особи у віці 18—64 років, 12,6 % — особи у віці 65 років та старші. Медіана віку мешканця становила 35,0 року. На 100 осіб жіночої статі у місті припадало 98,0 чоловіків;  на 100 жінок у віці від 18 років та старших — 96,3 чоловіків також старших 18 років.
Середній дохід на одне домашнє господарство  становив 49 234 долари США (медіана — 47 308), а середній дохід на одну сім'ю — 54 663 долари (медіана — 52 273). За межею бідності перебувало 17,2 % осіб, у тому числі 26,1 % дітей у віці до 18 років та 9,9 % осіб у віці 65 років та старших.
Цивільне працевлаштоване населення становило 385 осіб. Основні галузі зайнятості: виробництво — 32,2 %, освіта, охорона здоров'я та соціальна допомога — 15,6 %, роздрібна торгівля — 11,9 %.